# Brokenclaw
Brokenclaw (I ondskabens kløer) er en britisk roman fra 1990 af John Gardner. Romanen er hans tiende i serien om den hemmelige agent James Bond, der blev skabt af Ian Fleming.

## Handling
Under en ferie i British Columbia bemærker Bond tilfældigvis den kriminelle rigmand Brokenclaw Lee, der er halvt kineser og halvt sortfod. Kort efter får Bond sammen med amerikanske Chi-Chi til opgave at infiltrere Brokenclaws organisation. For Brokenclaw har på vegne af kineserne kidnappet videnskabsmænd med viden om teknologi til opsporing af ubåde. Og det er ikke det eneste, han har gang i.